# Сянув
Сянув (пол. Sianów, произносится — Щанув), Цанов (нем. Zanow), — город в Польше, входит в Западно-Поморское воеводство, Кошалинский повят. Имеет статус городско-сельской гмины. Занимает площадь 15,93 км². Население — 6606 человек (на 2010 год).

## История
Входил во втором тысячелетии[уточнить] в Поморское княжество, которое в разные периоды истории было под вассальной зависимостью Дании, Польши, Священной Римской империи, Швеции. 
С начала XVIII века по 1945 год был соответственно в составе провинции Померания Пруссии, а затем и Германии. Изначально заселён был балтийскими поморами, или поморянами, которых в совокупности с другими западными славянскими племенами Балтики правильнее называть варягами. Впервые упоминается в 1311 году как villa Sanow (по латыни).

## Галерея

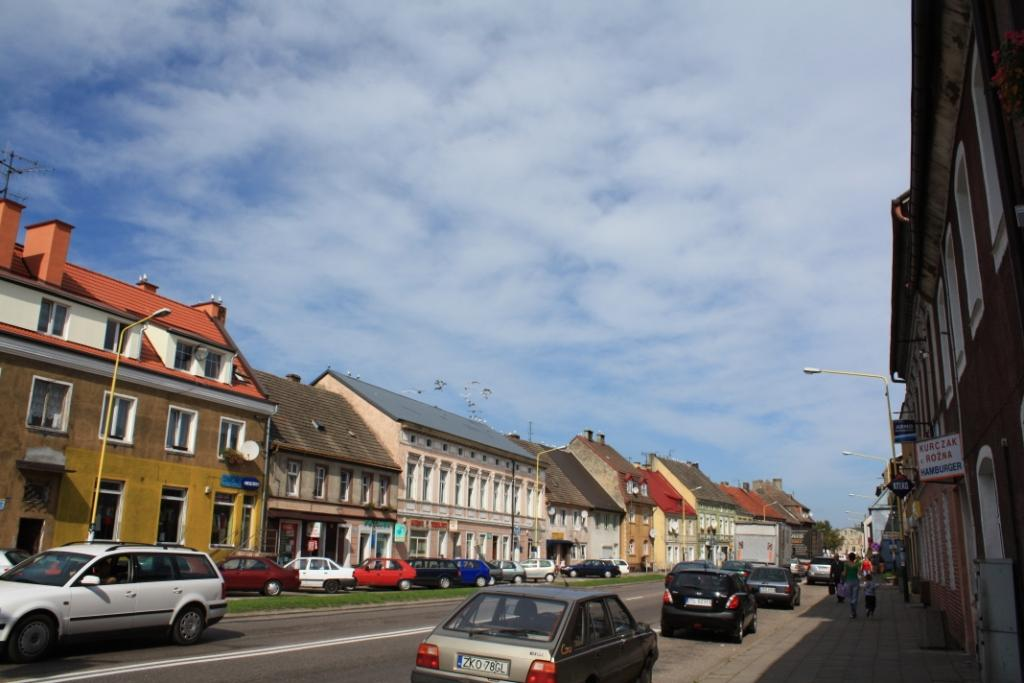
Главная улица Сянува
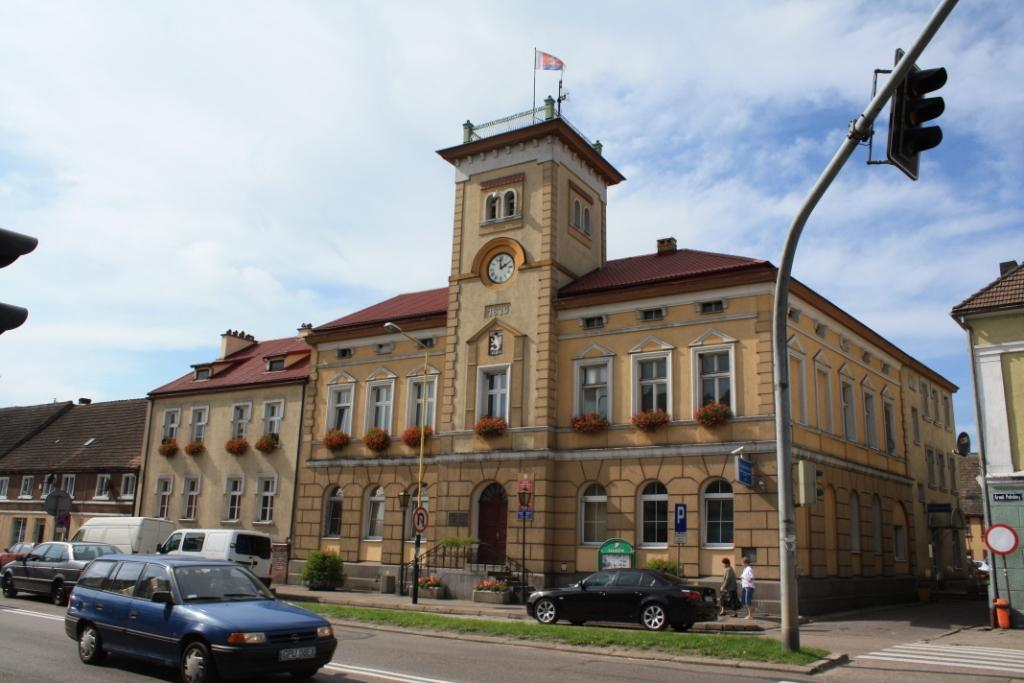
Ратуша города Сянува